# Zemský okres Salzland
Zemský okres Salzland (německy Salzlandkreis) je zemský okres v německé spolkové zemi Sasko-Anhaltsko. Okresním městem je Bernburg.

## Historie
Okres vznikl po reformě v roce 2007 sloučením zemských okresů Aschersleben-Staßfurt (kromě města Falkenstein), Bernburg a Schönebeck.

## Města a obce
| Města: 1. Alsleben (Saale) 2. Aschersleben 3. Barby 4. Bernburg 5. Calbe (Saale) 6. Egeln 7. Güsten 8. Hecklingen 9. Könnern 10. Nienburg (Saale) 11. Schönebeck (Elbe) 12. Seeland 13. Staßfurt | Obce: 1. Bördeaue 2. Börde-Hakel 3. Bördeland 4. Borne 5. Giersleben 6. Ilberstedt 7. Plötzkau 8. Wolmirsleben |